# کوثر البشراوی
کوثر البشراوی، خبرنگار و مجری سابق شبکه‌های MBC، العربیه و الجزیره است. وی در تأسیس اولین شبکه ماهواره‌ای چندملیتی جهان عرب نقش بسزایی داشته‌است.
وی با سید حسن نصرالله مصاحبه داشته است. 

## زندگی
وی دختر پدری تونسی و مادری ایتالیایی است. البشراوی فعالیت حرفه‌ای خود را در سن ۲۰ سالگی به‌عنوان مجری اخبار از تلویزیون دولتی تونس آغاز کرده و سپس به‌عنوان یکی از اعضای گروه مؤسس به کمپانی رسانه‌ای MBC پیوسته است.
وی دو سال در الجزیره فعالیت داشت.

## زندگی حرفه‌ای
کوثر البشراوی بعد از مدتی از فعالیت در تلویزیون تونس به انگلستان می‌رود و در شبکه MBC مشغول به فعالیت می‌شود. البشراوی همزمان با انتفاضه مسجد الاقصی به دلیل اینکه قانون انگلستان اجازه نمی‌دهد اسرائیل را دشمن بنامد از حضور در این شبکه استعفا می‌دهد.
البشراوی سپس به شبکه الجزیره می‌رود اما بعد از مدتی به این دلیل که این شبکه به حق آزادی مجریان و خبرنگاران احترام نمی‌گذاشت استعفا می‌دهد. در ادامه او به شبکه العربیه می‌رود. البشراوی و دوستانش در العربیه پیمان بسته بودند که اسرائیل را به رسمیت نشناسند ولی بعد از مدتی وقتی دوستانش به او خیانت کردند از آنجا هم استعفا داد. وی معتقد است العربیه در خلال انتفاضه مردم فلسطین به حمایت از اسرائیل پرداخت و دربارهٔ ظلمی که به مردم فلسطین می‌شد، سکوت اختیار کرد.

## استعفا از MBC
به دنبال سیاست‌های دوگانه دست‌اندرکاران کمپانی رسانه‌ای MBC وی از ادامه کار با این کمپانی استعفا داد.

### مستند کوثر
مستند کوثر به کارگردانی مهدی خوش‌نژاد در مورد وی ساخته شده است.